# Eliza Pollock
Lida Peyton McMillen coniugata Pollock, detta Eliza (Hamilton, 24 ottobre 1840 – Wyoming, 25 maggio 1919), è stata un'arciera statunitense.
Partecipò alle gare di tiro con l'arco ai Giochi olimpici di Saint Louis 1904, dove vinse due medaglie di bronzo nella gara di doppio nazionale e doppio Columbia e una medaglia d'oro nella gara a squadre.

## Palmarès
In carriera ha conseguito i seguenti risultati:
- Giochi olimpici

St. Louis 1904: due medaglie di bronzo nella gara di doppio nazionale e doppio Columbia e una medaglia d'oro nella gara a squadre.